# Grimmerthal
Grimmerthal ist ein Gemeindeteil der Gemeinde Schmidgaden im Landkreis Schwandorf (Oberpfalz, Bayern).
Der Gemeindeteil liegt innerhalb des Landschaftsschutzgebietes Magdalenental im bewaldeten Tal des Grimmerbachs etwa einen Kilometer nordwestlich von Rottendorf auf der gleichnamigen Gemarkung.
Bis zur Gebietsreform 1972 gehörte Grimmerthal zur Gemeinde Rottendorf im damaligen Landkreis Nabburg.
Seit 1973 besteht in Grimmerthal ein „Jugendlandheim“, das vom Förderverein der Stadtgruppe Amberg der Katholischen Studierenden Jugend betrieben wird. Nach diversen Erweiterungen umfasst dieses Jugendgästehaus heute (Stand 2021) drei Häuser. In der jüngsten Ausgabe der Amtlichen Ortsverzeichnisse für Bayern, der Ausgabe 1991, wird als topografische Angabe für den Gemeindeteil „Jugendherberge“ verwendet.  Eine Jugendherberge des Deutschen Jugendherbergswerks (DJH) gab es in dem Gemeindeteil nicht.
In der früheren Einöde bestand zuvor eine zweigängige Wassermühle mit Schneidsäge, die auch als Krümerthalermühl bezeichnet wurde.